# Bieber, California
Bieber, California (енгл. Bieber) насељено је место без административног статуса у америчкој савезној држави Калифорнија.

## Демографија
По попису из 2010. године број становника је 312.
| Група             | 2000.    | 2010.       |
| Белци             | 0 (0,0%) | 228 (73,1%) |
| Афроамериканци    | 0 (0,0%) | 0 (0,0%)    |
| Азијати           | 0 (0,0%) | 1 (0,3%)    |
| Хиспаноамериканци | 0 (0,0%) | 72 (23,1%)  |
| Укупно            | 0        | 312         |